# Französische Erdkastanie
Die Französische Erdkastanie (Conopodium majus) ist eine Pflanzenart aus der Gattung Conopodium innerhalb der Familie der Doldenblütler (Apiaceae).

## Beschreibung

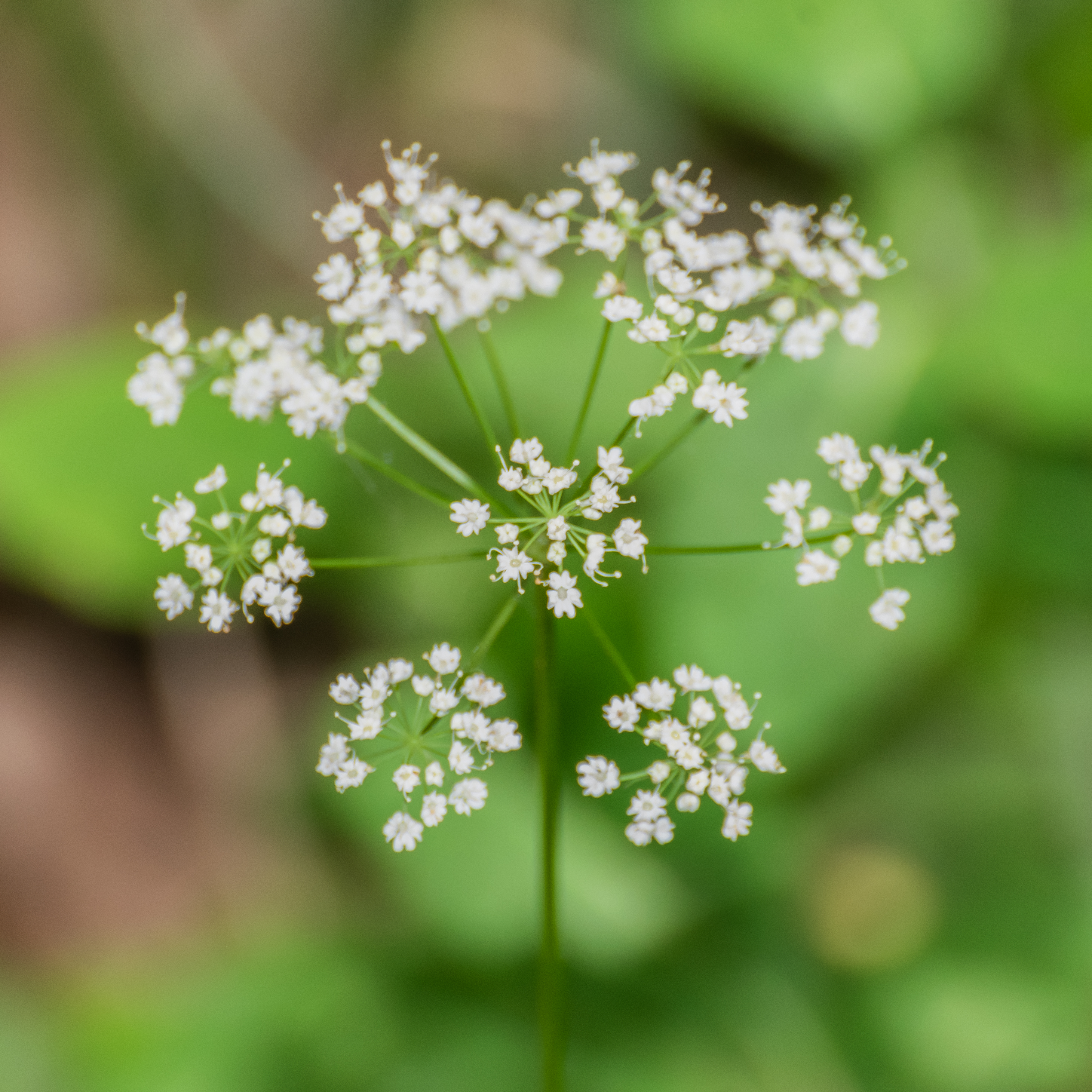
Doppeldoldiger Blütenstand

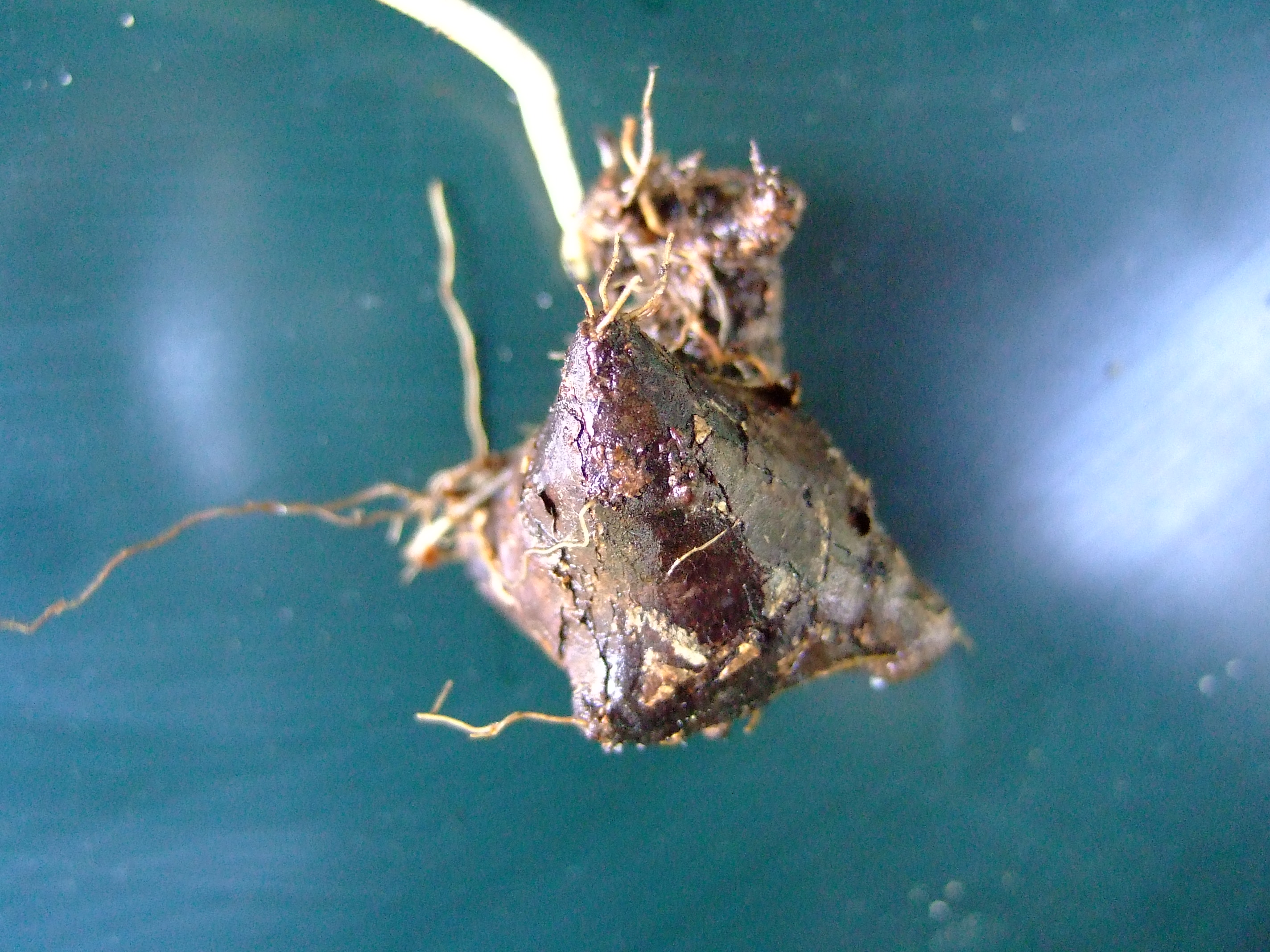
Knolle

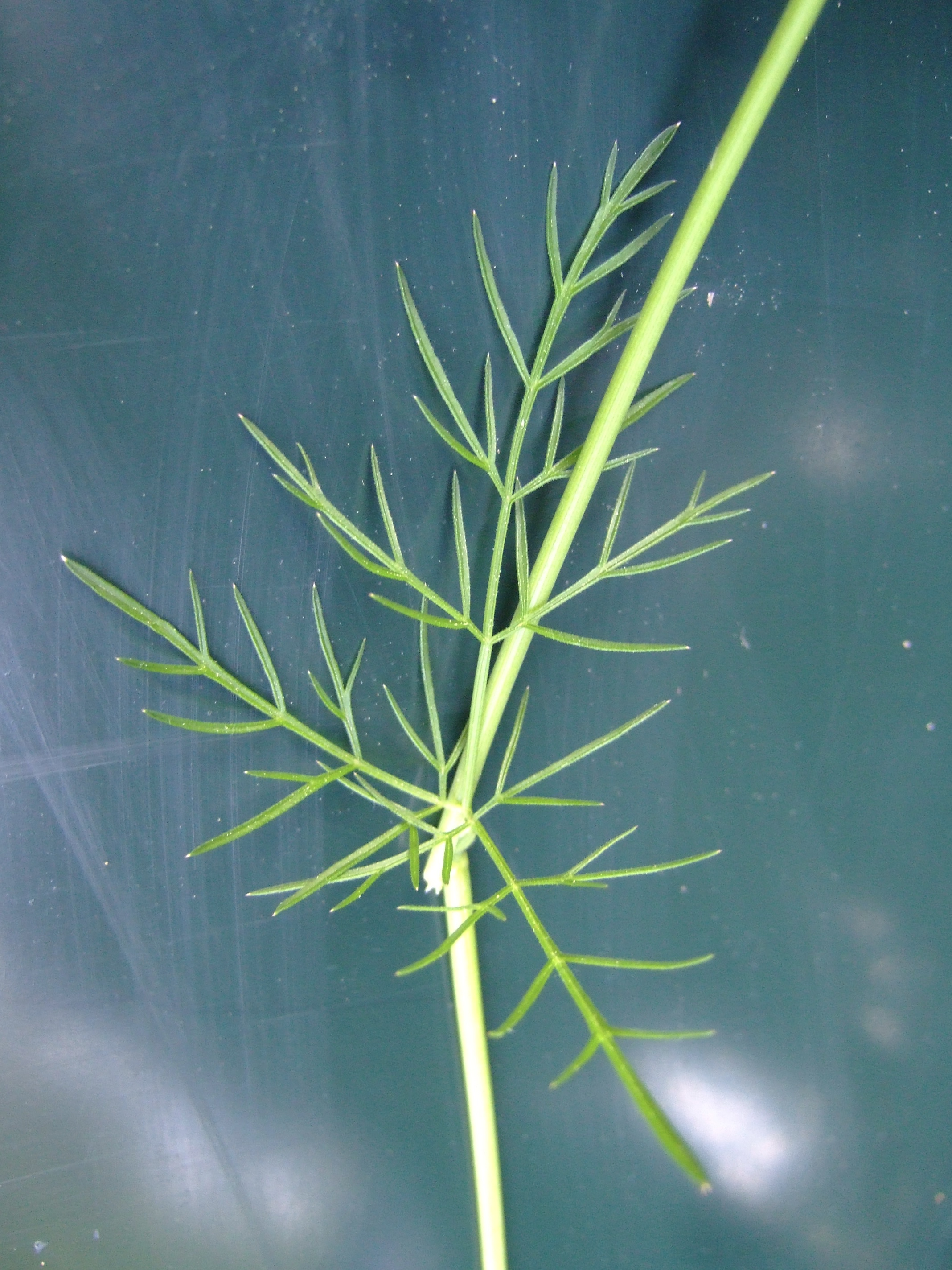
Stängelblatt

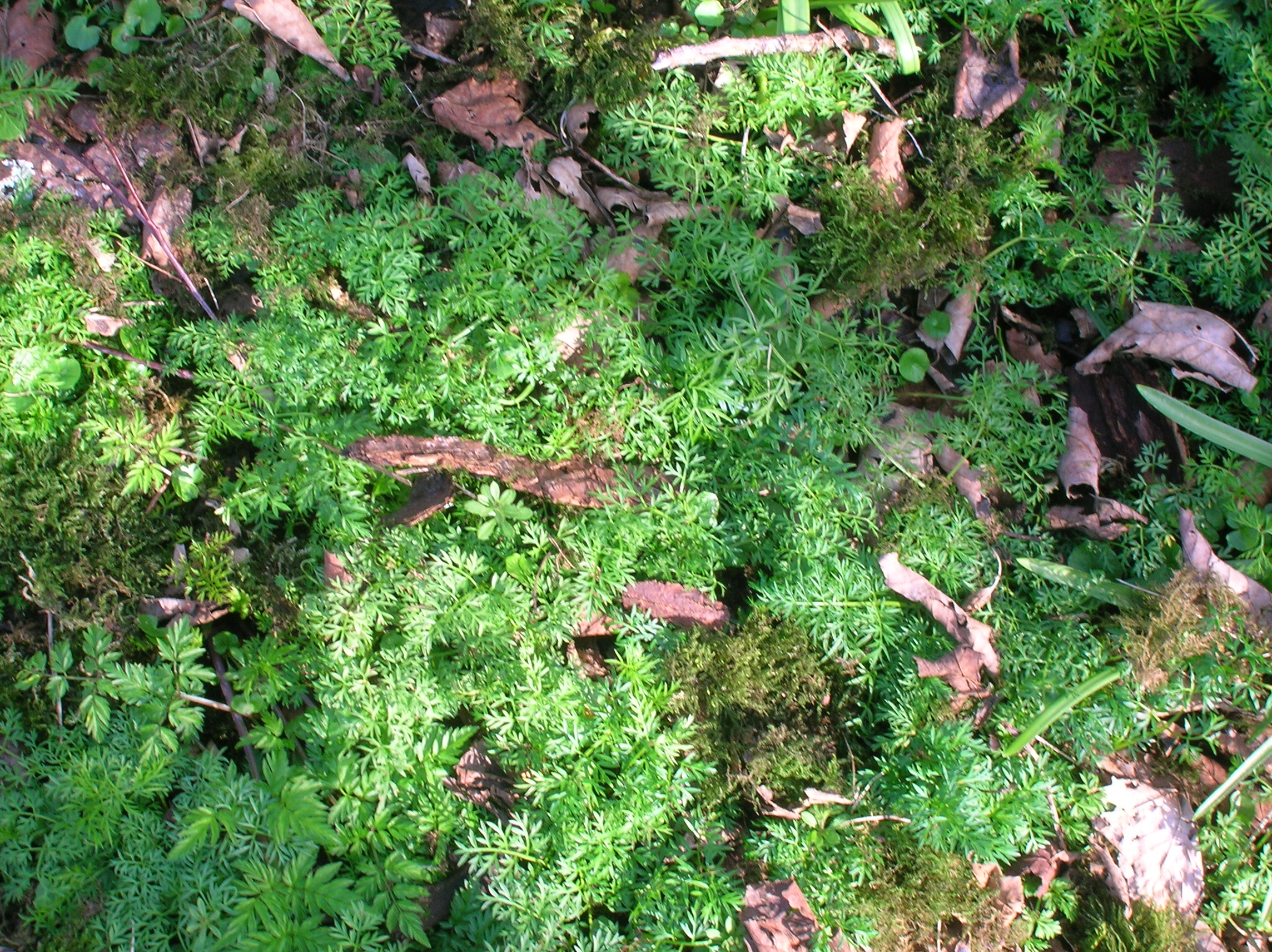
Laubblätter im Frühjahr

### Vegetative Merkmale
Die Französische Erdkastanie wächst als ausdauernde krautige Pflanze und erreicht Wuchshöhen von 20 bis 60 Zentimetern, ausnahmsweise auch bis zu 90 Zentimetern. Ihre unterirdische Knolle ähnelt einer Kastanie, sie ist mit einem Durchmesser von 1,3 bis 2,5 Zentimetern erbsen- bis haselnussgroß und bricht leicht ab. Der gebogene, kahle und hohle Stängel ist im unteren Bereich blattlos und höchstens mit ein bis drei Ästen verzweigt.
Die grundständig und wechselständig am Stängel angeordneten Laubblätter sind in Blattscheide und -spreite gegliedert. Die Blattscheiden der mittleren und oberen Blätter sind 1 bis 8 Millimeter lang und weniger als ein Viertel so lang wie die Blattspreite. Die im Umriss dreieckigen Stängelblätter sind doppelt bis dreifach gefiedert. Die Teilblättchen letzter Ordnung der grundständigen Blätter sind elliptisch bis oval und oft kurz rau borstig behaart, die der Stängelblätter linealisch bis fadenförmig.

### Generative Merkmale
Die Blütezeit reicht von Mai bis Juni. Der doppeldoldigen Blütenstand ist fünf- bis zwölfstrahlig. Die Doldenstrahlen sind meist 2 bis 5 (1,5 bis 5,5) Zentimeter lang. Die Hüllen haben null bis zwei, die Hüllchen drei bis fünf schmal weißrandige, oft hinfällige Blättchen. Die Hüllchenblätter sind kürzer als die Fruchtstiele.
Die Kronblätter sind weiß und 1,5 bis 1,8 Millimeter lang. Die randlich stehenden Kronblätter der Randblüten sind etwas vergrößert.
Die länglich-eiförmigen Früchte sind bis 3 bis 6,5 Millimeter lang und seitlich zusammengedrückt. Sie sind bei der Reife schwarz. Die Hauptrippen der Frucht sind fädlich und sehr schwach vorspringend. Das Stylopodium ist so lang wie breit. Die Griffel sind aufrecht oder aufrecht abstehend, aber nicht dem Stylopodium angedrückt.
Die Chromosomenzahl beträgt 2n = 22.

## Vorkommen
Die Französische Erdkastanie kommt in Portugal, Spanien, Frankreich inklusive Korsika, Belgien, Luxemburg, im Vereinigten Königreich, Irland, Italien inklusive Sizilien und Norwegen vor. In Deutschland, Dänemark und in Schweden gilt sie als Neophyt.
Die Französische Erdkastanie gedeiht auf Frischwiesen und -weiden Europas in bodensauren mageren Rasengesellschaften, in Heiden und lichten Wäldern. Sie steigt auf der Iberischen Halbinsel bis in Höhenlagen von 2250 Metern auf.

## Systematik
Die Erstveröffentlichung erfolgte 1773 unter dem Namen (Basionym) Bunium majus durch Antoine Gouan in Illustrationes et Observationes Botanicae, Seite 10. Die Neukombination zu Conopodium majus (Gouan) Loret wurde 1886 durch Henri Loret in Loret und Barrandon: Flore de Montpellier ou analyse descriptive des plantes vasculaires de l'Herault, 2. Auflage, Seite 214 veröffentlicht.
Je nach Autor gibt es etwa zwei Unterarten:
- Conopodium majus (Gouan) Loret subsp. majus (Syn.: Conopodium denudatum W.D.J.Koch): Sie kommt in Spanien, Italien, Frankreich, Irland, im Vereinigten Königreich und als Neophyt auch in Deutschland vor.[3]
- Conopodium majus subsp. marizianum (Samp.) López-Udias & Mateo: Sie kommt in Spanien und Portugal vor.[3]

## Nutzung
Die Erdkastanie wurde bereits im Endneolithikum als Nahrungspflanze genutzt. Man fand sie zum Beispiel als Grabbeigabe in einem Grab der Glockenbecherkultur in Barrow Hills, Grabhügel 1 in Radley (Oxfordshire).